# Kabinetní obrazy

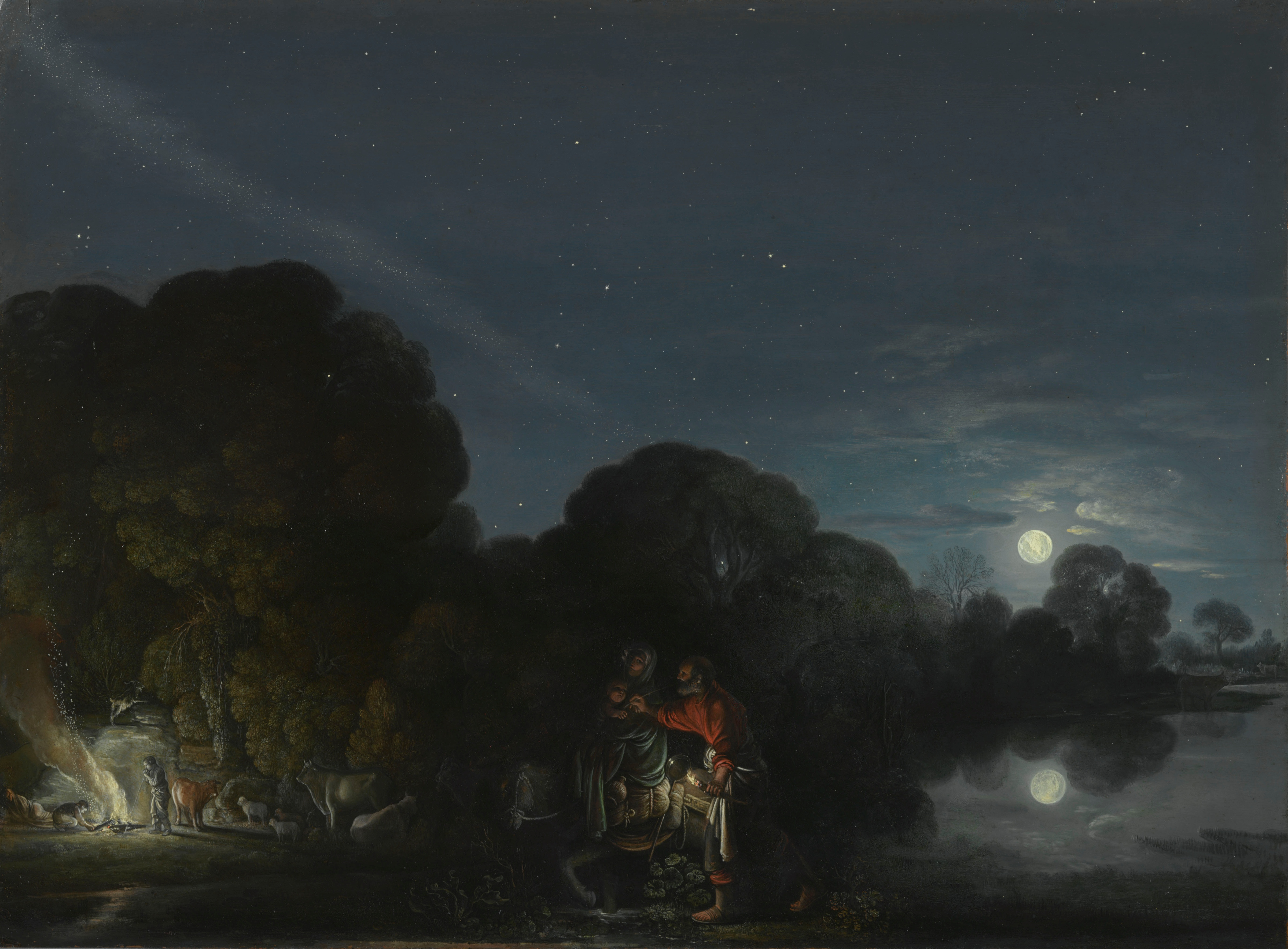
Útěk do Egypta, Adam Elsheimer, Alte Pinakothek, Mnichov, 31×41 cm

Kabinetní obraz také skříňkový obraz je malý obraz, typicky kolem 35 cm v jednom rozměru, ale může být i o hodně menší. Termín se používá na takové obrazy, které ukazují celou postavu či krajinu v tomto malém měřítku.

## 15. století
Tyto malé obrázky si začaly získávat oblibu od počátku 15. století. Malíř věnoval maximální pozornost detailu, kladl důraz na dokonalost dokončené práce. Tato dílka si bohatí sběratelé ukládali do skříněk v malých, soukromých pokojích a to často i v relativně velkých domech. Do těchto místností měl většinou přístup jen omezený počet návštěv, jen ti s kterými byl majitel v obzvláště přátelských vztazích. Kabinet, často zvaný také přístěnek či komora, nebo studovna (z italského studiolo), kancelář, či jinak, byl používán jako pracovna nebo prostě obývací pokoj. Důvodem bylo hlavně teplo. Vytápění hlavních místností ve velkých palácích nebo sídlech bylo v zimě obtížné, takže malé místnosti, jako kabinety byly příjemnější. Takové místnosti také nabídly více soukromí, majitel nebyl rušen návštěvami, služebnictvem či ostatními členy rodiny. Typickou byla možnost použití kabinetu pouze pro jednu osobu, velký dům mohl mít dvě i více takových prostor.

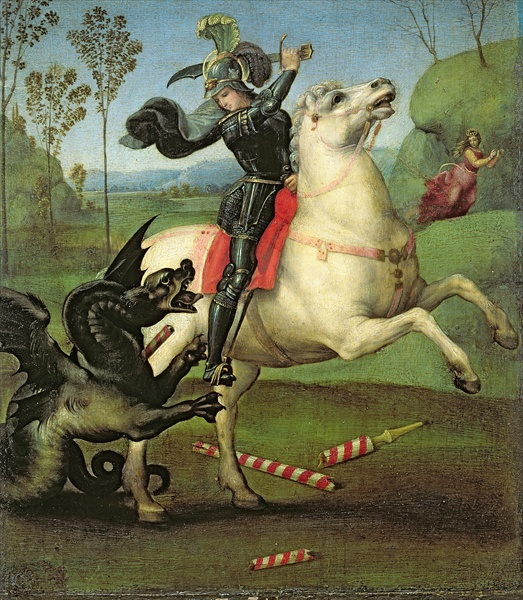
Svatý Jiří bojuje s drakem, Raffael, Louvre, 31 cm × 27 cm

## 16. století a později
Později nebývaly tyto obrazy umístěny pouze v malých místnostech. Kabinetní, skříňkové obrazy byly ukládány do vitrín, kterým se říkalo skříňka. Termín skříňka vznikl původně z italštiny a neoznačoval místnost ale typ nábytku. V takových vitrínách mohly být uchovávány i jiné malé a vzácné předměty, včetně miniaturních maleb, kuriozit všeho druhu (viz Kabinet kuriozit), starých mistrovských tisků, knih nebo malých soch. Vzácný příklad proměny dochovaného kabinetu i s jeho obsahem z počátku 18. století je kabinet v historickém domě Ham House v londýnském Richmondu. Má méně než deset metrů čtverečních a ústí do Long Gallery (dlouhá galerie), která je přes sto metrů dlouhá a dvacet metrů široká, což dává poněkud zarážející změnu v měřítku a atmosféře. Jak tomu často bývalo, je z kabinetu vynikající výhled na přední vchod do domu, takže lze pozorovat kolemjdoucí a každodenní aktivity v okolí. Většina dochovaných velkých domů nebo paláců, postavených zejména před rokem 1700, má takové místnosti, ale často nejsou ukazovány nebo zpřístupněny návštěvníkům.
Studiolo Františka I. Medicejského ve Florencii je velkolepé i když to není typický příklad. Je větší než většina obvyklých kabinetů a další atypičností je, že většina prací byla vytvořena přímo pro tuto místnost. Miniaturizace se objevila nejen v malířství ale i v sochařství. Materiálem pro sochy byl obvykle bronz. V pozdní renesanci vlámský sochař Giambologna vytvořil mnoho zmenšených verzí svých velkých prací a mnoho soch udělal výlučně v malém měřítku. Sochy byly navrženy tak, aby se daly zvednout a bylo s nimi možno manipulovat, dokonce je i hladit. V těchto místnostech byly velmi často vystavovány drobné starožitnosti včetně vzácných mincí.
Malé obrazy byly produkovány ve všech obdobích západního umění, ale některá období a umělci jsou pro ně obzvláště významné. Raffael namaloval mnoho skříňkových obrazů a mohly by tak být označeny všechny obrazy významného německého umělce Adama Elsheimera (1578–1610). Díla obou umělců byla hodně kopírována. Velké množství kabinetních obrazů namalovali holandští umělci 17. století. Malíři takzvané leidenské školy byli obzvláště ovlivnění stylem Fijnschilders (doslova jemní / umělečtí / krásno- malíři) a vytvářeli vysoce detailně propracované obrazy. Watteau, Fragonard a další francouzští umělci 18. století namalovali také mnoho malých prací, ale obecně kladli důraz spíše na ducha obrazu a atmosféru než na detail. V moderní době už tento termín není tak běžný jako v 19. století ale mezi historiky umění bude používán i nadále.

## Nizozemské baroko
Fijnschilders doslova jemní / umělečtí / krásno- malíři, také nazývaní Leiden Fijnschilders ('Leidse Fijnschilders'), byli malíři takzvaného zlatého věku nizozemského malířství. Tato doba trvala zhruba od roku 1630 do roku 1710. Umělci se snažili ve svých obrazech reprodukovat přirozenou realitu tak přesně, jak jen to bylo možné. Často také malovali drobné obrazy. Fijnschilders jsou nejznámější svými žánrovými scénami ukazujícími každodenní život a aktivity, noční scény osvětlené svíčkami a malby ve stylu trompe l'oeil. V 17. století byl termín fijnschilder používán pro rozlišení malíře umělce a ostatní malíře, například domu. V 19. století se termín stal označením pouze pro malíře obrazů. Umělci jako Gerrit Dou a jeho následovníci Frans van Mieris starší nebo Adriaen van der Werff - ti všichni patří k nejvýznamnějším malířům nizozemského baroka. Stali se identifikovatelnými svým „jemným“ způsobem, vynikajícími technikami a mimořádnou pozorností k detailům, což vyústilo v práci s hladkým povrchem zcela postrádajícím viditelné tahy štětcem. Aplikace barvy kontrastuje s texturami a stylem jiných holandských malířů, jako je Frans Hals a Douův učitel Rembrandt van Rijn. Tímto stylem mají více společného s dřívějšími tradicemi v nizozemské malbě, jako je detailní bohatství Jana van Eycka. Mezi další umělce pracující ve stylu fijnschilders patří Godfried Schalcken, Quirijn van Brekelenkam a občas Gabriel Metsu.

Příklady známých obrazů
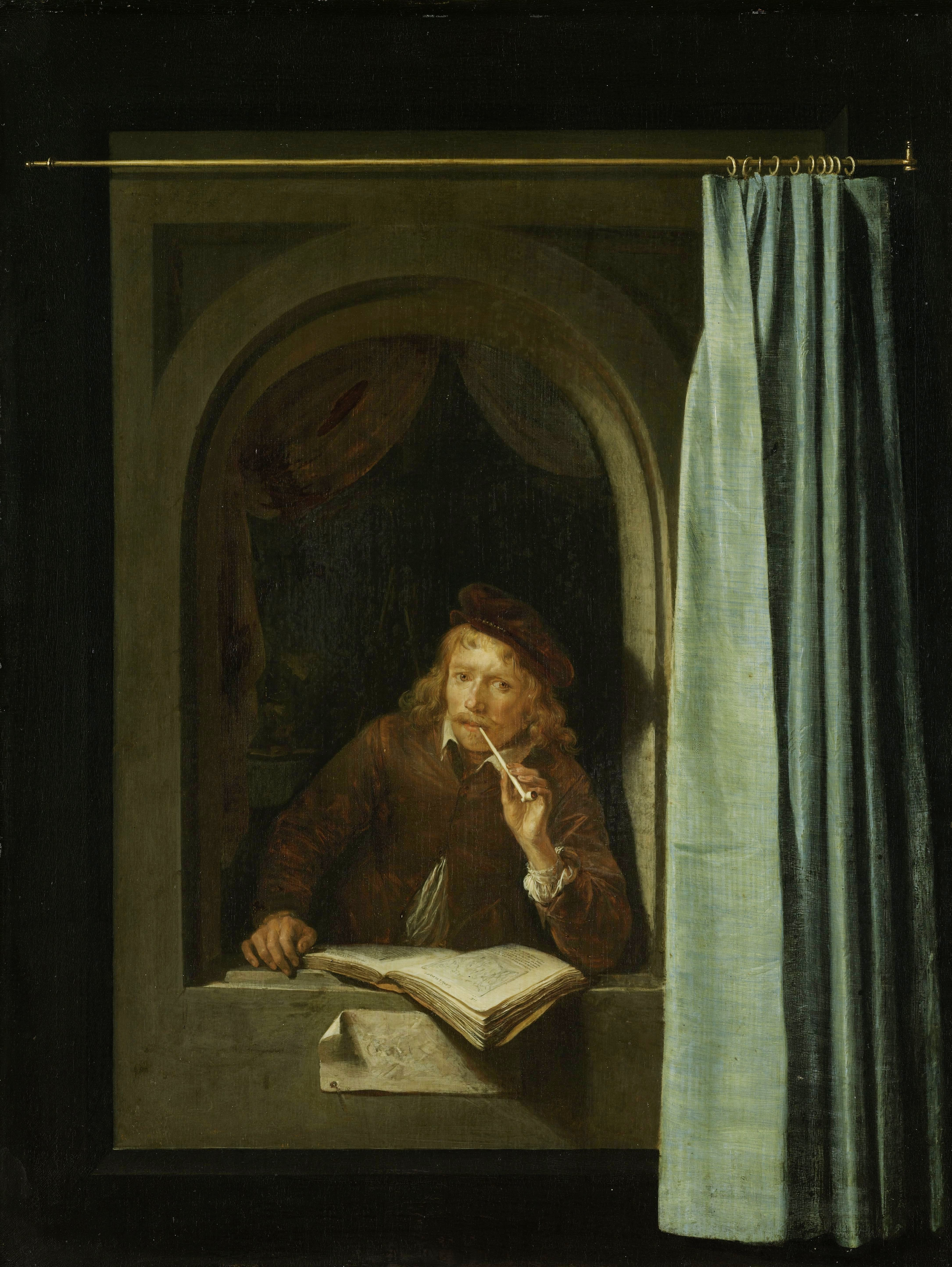
Gerrit Dou, Autoportrét, kolem roku 1650
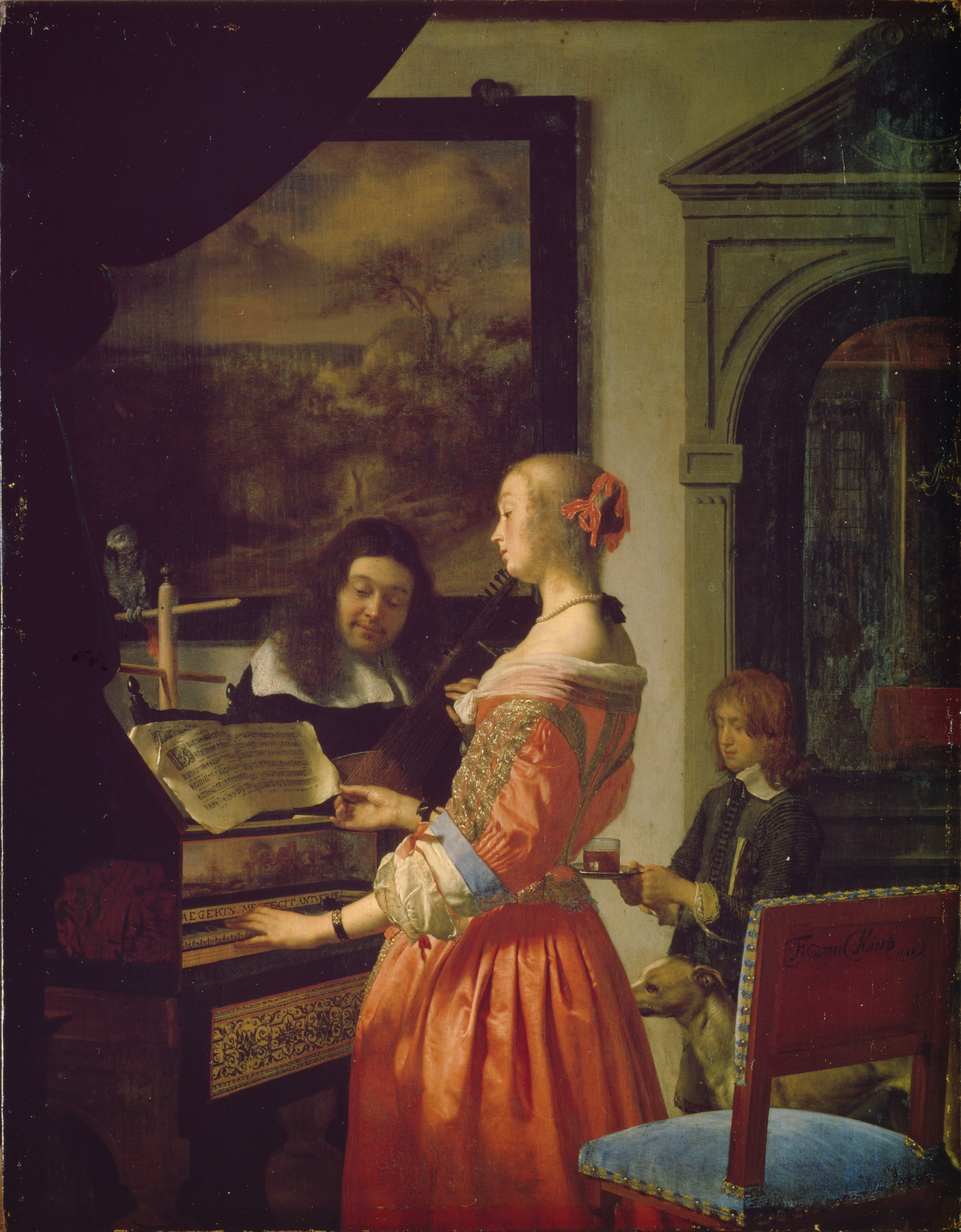
Frans van Mieris starší, Dáma na cembalo, 1658
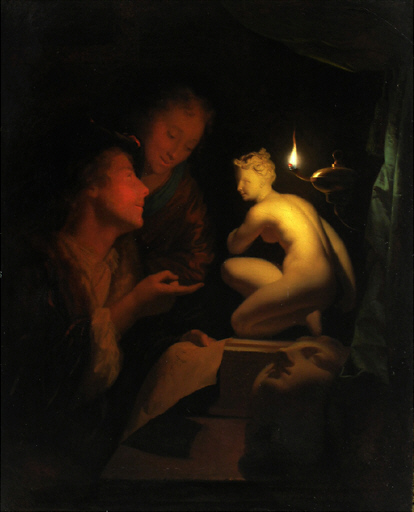
Godfried Schalcken, Dva muži si prohlížejí sochu při svíčkách
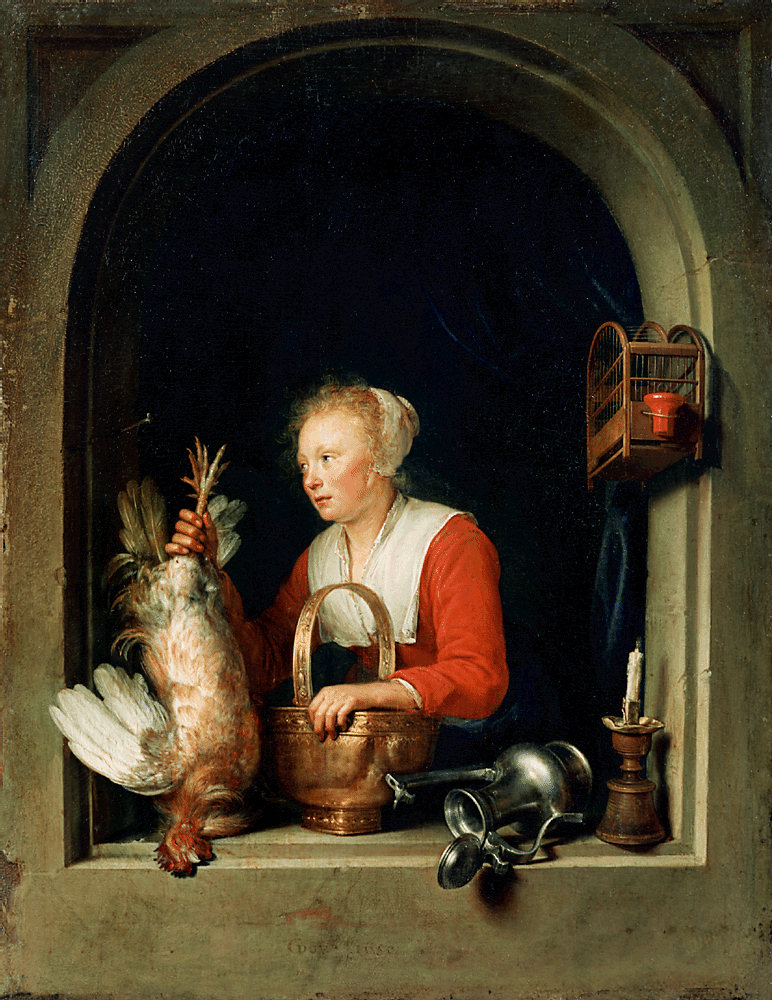
Gerrit Dou, Holandská hospodyně, 1650

V roce 1991 se v Londýně konala výstava s názvem Kabinetní malba v muzeu Hove Museum and Art Gallery a v Glynn Vivian Art Gallery ve Swansea v jižním Walesu.